# Bhut Orange Copenhagen
Bhut Orange Copenhagen (også kendt som BOC) er den varemærkebeskyttede betegnelse for en danskudviklet chilisort, som er et kryds mellem den østindiske chilisort 'Bhut Jolokia' (Capsicum chinense × Capsicum frutescens) og en ukendt chili der muligvis er en habanero (en sort af C. chinense). Den opstod, da det, Søren Friis Larsen troede var en 'Bhut Jolokia', satte orange frugter i stedet for røde, da de blev dyrket på en altan i Hørsholm i 2009 - siden har Bjarne's frø og planter forædlet og videreudviklet sorten.  I dag er dyrkningen af BOC sat i system, og den kan købes i mange havecentre i Danmark.
Chili Klaus spiste Bhut Orange Copenhagen-chili sammen med den brasilianske TV-vært Bruno de Luca i 2014.